# Матч за звание чемпионки мира по шахматам 2020
Матч за звание чемпионки мира по шахматам 2020 года между действующей чемпионкой мира Цзюй Вэньцзюнь (победительницей чемпионата 2018 года, проведённого по олимпийской системе) и претенденткой Александрой Горячкиной (победительницей турнира претенденток 2019 года). Проходил с 3 по 26 января 2020 года в китайском Шанхае и российском Владивостоке.
Ознаменовал собой возврат к формату проведения матчей за звание чемпионок мира (аналогично системе розыгрыша среди мужчин) между действующей чемпионкой и претенденткой (победительницей отборочного турнира) после того, как новый президент ФИДЕ Аркадий Дворкович выразил своё недовольство турнирами по нокаут-системе и частой сменой обладателей титула чемпиона.
По результатам 12 партий в формате классического контроля времени, между участницами турнира был зафиксирован равный счёт 6:6 (каждая из участниц одержала по три победы). В связи с этим был проведён тай-брейк, по результатам которого китайская шахматистка Цзюй Вэньцзюнь в 4 партиях набрала 2,5 очка и сохранила звание чемпионки мира по шахматам.

## Турнир претенденток
Турнир претенденток проходил с 29 мая по 19 июня 2019 года в Казани. Являлся заключительным этапом серии турниров для определения претендента на матч за первенство мира среди женщин. 14 июня российская шахматистка Александра Горячкина досрочно выиграла турнир, опережая за два тура до конца соревнований ближайшую преследовательницу на 2,5 очка. Александра Горячкина заменила в этом турнире экс-чемпионку Хоу Ифань, которая на него не явилась.

## Регламент турнира
Источник:
- Место проведения: Китай, Шанхай (3—13 января) — Владивосток (14—26 января);
- Дата проведения: 3—26 января 2020 года;
- Контроль времени: 90 минут на 40 ходов, затем 30 минут до конца партии с добавлением 30 секунд после каждого хода, начиная с первого;
- Призовой фонд: 500 000 €; распределение: 60 на 40 % в пользу победителя (55 на 45 % — при тай-брейке).

## Расписание турнира
Как и в матче 2018 года, данный турнир будет проведён в двух городах стран, за которые играют участницы турнира. Один этап матча проходит в Шанхае в Китае, а другой — во Владивостоке в России. В Шанхае матч проходит в отеле InterContinental Shanghai Jing’An, а во Владивостоке — в кампусе Дальневосточного федерального университета на острове Русский.
| Шанхай    | Шанхай                 |
| --------- | ---------------------- |
| 4 января  | Церемония открытия     |
| 5 января  | 1 партия               |
| 6 января  | 2 партия               |
| 8 января  | 3 партия               |
| 9 января  | 4 партия               |
| 11 января | 5 партия               |
| 12 января | 6 партия               |
| 13 января | Перелёт во Владивосток |

| Владивосток | Владивосток                    |
| ----------- | ------------------------------ |
| 15 января   | Церемония открытия             |
| 16 января   | 7 партия                       |
| 17 января   | 8 партия                       |
| 19 января   | 9 партия                       |
| 20 января   | 10 партия                      |
| 22 января   | 11 партия                      |
| 23 января   | 12 партия                      |
| 24 января   | Тай-брейк / церемония закрытия |

Начало туров — в 15:30 по местному времени, которое в Шанхае соответствует UTC+8 (начало в 10:30 по московскому времени — в 7:30 UTC), а во Владивостоке — UTC+10 (начало в 8:30 по московскому времени — в 5:30 UTC).

## Таблица матча

### Основной турнир
| №                | Участницы            | Рейтинг          | 1                                | 2                                | 3                                | 4                                | 5                                | 6                                | 7                                | 8                                | 9                                | 10                                | 11                                | 12                                |  | +    | −    | =    | Очки |
| ---------------- | -------------------- | ---------------- | -------------------------------- | -------------------------------- | -------------------------------- | -------------------------------- | -------------------------------- | -------------------------------- | -------------------------------- | -------------------------------- | -------------------------------- | --------------------------------- | --------------------------------- | --------------------------------- |  | ---- | ---- | ---- | ---- |
| 1                | Цзюй Вэньцзюнь       | 2584             | ½                                | ½                                | ½                                | 1                                | 0                                | ½                                | ½                                | 0                                | 1                                | 1                                 | ½                                 | 0                                 |  | 3    | 3    | 6    | 6    |
| 2                | Александра Горячкина | 2578             | ½                                | ½                                | ½                                | 0                                | 1                                | ½                                | ½                                | 1                                | 0                                | 0                                 | ½                                 | 1                                 |  | 3    | 3    | 6    | 6    |
| Ссылки на партии | Ссылки на партии     | Ссылки на партии | Партия № 1 в базе chessgames.com | Партия № 2 в базе chessgames.com | Партия № 3 в базе chessgames.com | Партия № 4 в базе chessgames.com | Партия № 5 в базе chessgames.com | Партия № 6 в базе chessgames.com | Партия № 7 в базе chessgames.com | Партия № 8 в базе chessgames.com | Партия № 9 в базе chessgames.com | Партия № 10 в базе chessgames.com | Партия № 11 в базе chessgames.com | Партия № 12 в базе chessgames.com |  | Итог | Итог | Итог | Итог |
| ECO (дебюты)     | ECO (дебюты)         | ECO (дебюты)     | E06                              | C67                              | D43                              | D16                              | A18                              | C67                              | C65                              | D35                              | A06                              | D35                               | C67                               | D00                               |  |      |      |      |      |

### Партии тай-брейка
| Участники            | Рейтинг | 1               | 2 | 3 | 4 | + | − | = | Очки |
| Цзюй Вэньцзюнь       |         | ½               | ½ | 1 | ½ | 1 | 0 | 3 | 2½   |
| Александра Горячкина |         | ½               | ½ | 0 | ½ | 0 | 1 | 3 | 1½   |
| ECO                  |         |                 |   |   |   |   |   |   |      |
|                      |         | Быстрые шахматы |   |   |   |   |   |   |      |